# Tonganska köket

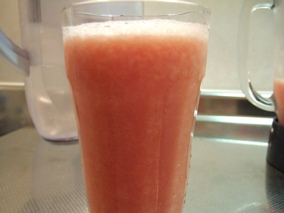
Otai, en populär dryck på Tonga

Tonganska köket är mat eller mattraditioner hos tonganerna i öriket Tonga. Det traditionella tonganska köket innehåller mycket kött, grönsaker och frukt såsom kokosnötter och vattenmeloner, fisk och skaldjur och rotfrukter samt tarobladet.

## Historia
Förr i tiden bestod bara dagen av ett huvudmål, en middag som bakades i en jordugn, umu. Som frukost åt man rester från föregående dag, varefter man arbetade på fälten, fiskade, samlade musslor och så vidare. Vad som samlats in av mannen under dagen tillagades och serverades till hela hushållet. Resterna lades i en korg upphängd i ett träd. Maten serverades på kvällen såväl som påföljande dag. Mat som blivit dålig gavs till grisarna.
Maten bestod huvudsakligen av taro, jams, bananer, kokosnötter och lövbakade fiskar. Skaldjur serverades vanligtvis råa som en förfriskning. Vätskan från kokosnötens mitt dracks ofta, och det mjuka köttet i unga kokosnötter var mycket uppskattat. Brödfrukt åts ugnsgräddad när den var mogen. Grisar slaktades och tillagades vid speciella tillfällen, såsom bröllop, begravningar, fester och så vidare. Tonganer åt också kycklingar.
Många nya maträtter introducerades på Tonga under 1800- och början av 1900-talet i stil med västerländska kontakter och bosättare. Maniok var ett exempel på detta. Även om den inte har jamsens fördelar är den lättväxt och en vanlig gröda. Vattenmeloner som introducerades blev också populära. De åts antingen som de var, eller bara fruktköttet blandat med kokosmjölk vilket bildade en populär drink som kallas otai. Citrusfrukter, såsom apelsiner, citroner och limefrukter blev populära. Tonganerna började också odla lökar, salladslökar, vitkål, morrötter, tomater och andra vanliga grönsaker. Under de sista årtiondena har jordbrukare på Tonga med stora landarealer börjat odla kommersiella pumpor och andra lätt skeppade grönsaker som avsalugrödor.

## Dagens kök på Tonga
Idag konsumerar invånarna på Tonga stora mängder importerat mjöl och socker. En rätt som innehåller båda dessa är topai, mjöl och vatten som arbetas ihop till en deg, doppas i en gryta med kokande vatten och serveras med sockerbaserad sirap och kokosmjölk. Topai äts ofta på begravningar då det lätt kan förberedas för flera hundra personer.
De större städerna innehåller alla i dag ett flertal bagerier. De populäraste limporna är mjuka, vita och milda. Det finns också lokala läskbuteljerare som tillverkar olika lokala läsksorter. En tongan som en gång åt fläskkött, jams och läsk till frukost äter idag vitt bröd och läsk.
Halvfabrikat och helfabrikat har också gjort framsteg, även i avlägsna byar. Konserverade köttkonserver uppskattas, och äts direkt från burken, eller blandat med kokosmjölk och lökar, omslaget av löv, och bakat i jordugnen. Konserverad fisk uppskattas också. I byar eller städer där kylskåp finns är nerfryst fårkött importerat från Nya Zeeland populärt. Typiska tonganska skorpor, hårda enkla kex, är vanliga och var en gång i tiden en stapelvara bland fiskare. Skorporna kallas mā pakupaku.
Idag lagar man inte mat i jordugnen varje dag. Den största delen av matlagningen sköts av kvinnorna, som lagar den i slitna grytor över öppna eldar i byn, i trädrivna spisar i några hushåll, och på gas eller elektricitet i vissa av de större städerna. Måltidsschemat har också förändrats, till en mer västerländsk frukost, lätt lunch och tung middag. Invånarna på Tonga menar att det är omöjligt att göra som i forna dagar när man har mer västerländska jobb eller går i skolan långt hemifrån.
Närheten till vattnet syns på menyer på restauranger. Maten är väldigt påverkad av närheten till fisk och skaldjur och mycket omväxlande.
Vanliga köttslag på Tonga är fläskkött, kyckling och fisk. Vid speciella tillfällen grillas en hel gris på ett spett. Invånarna har egna små jordbruk där de producerar sin egen mat, även om avsalugrödor förekommer. Vanliga grönsaker är tomater, morötter, spenat, kål, pumpor, lök och talo som tillagas genom kokning, ångkokning eller ugnsgräddning. Maten viras ofta in i taroblad eller bananblad innan den tillagas. Hangi (umu) förekommer också.

### Drycker
Förutom läsk dricker man te och kaffe som serveras med kondenserad mjölk.
Vissa män dricker alkohol, ofta från Australien eller Nya Zeeland importerad öl, även om den ännu oftare är hembränd, gjord på vatten, socker eller mosad frukt, och jäst. Importerade drycker säljs bara till tonganer som har sprittillstånd, vilket kräver ett besök hos regeringskontoret. Detta krävs inte för hembrända sorter. Drickandet görs ofta tillsammans, en grupp män samlas och dricker tills de är fulla.

## Hälsa
Tonga är känt för sin höga andel överviktiga invånare, med över 60% med en BMI på över 30. Därav har många invånare på Tonga en ökad risk för hjärtsjukdomar, diabetes och andra liknande sjukdomar, vilket placerar nationens hälsa under allvarligt tryck. En av fem invånare på Tonga har diabetes. En anledning till detta är landets kärlek till mat och ätande, såväl som den moderna tendensen till billig och fet mat.
När James Cook besökte Tonga på 1770-talet såg han ingen tendens till fetma. Inte heller från foton ifrån 1900-talet syns fetmatendenser. 1974 hade det genomsnittliga BMItalet gått upp till 27 för kvinnor och 28 för män, vilket är relativt högt. 2004 var kvinnornas medelvikt 95 kg och männens 96 vilket ger en genomsnittlig BMI på 33, vilket är över gränsen för fetma. På 30 år har genomsnittsvikten ökat med 17 kilo för män och 21 kilo för kvinnor. Andelen vuxna med diabetes gick från 7,5 % till 18 procent.